# Atuona

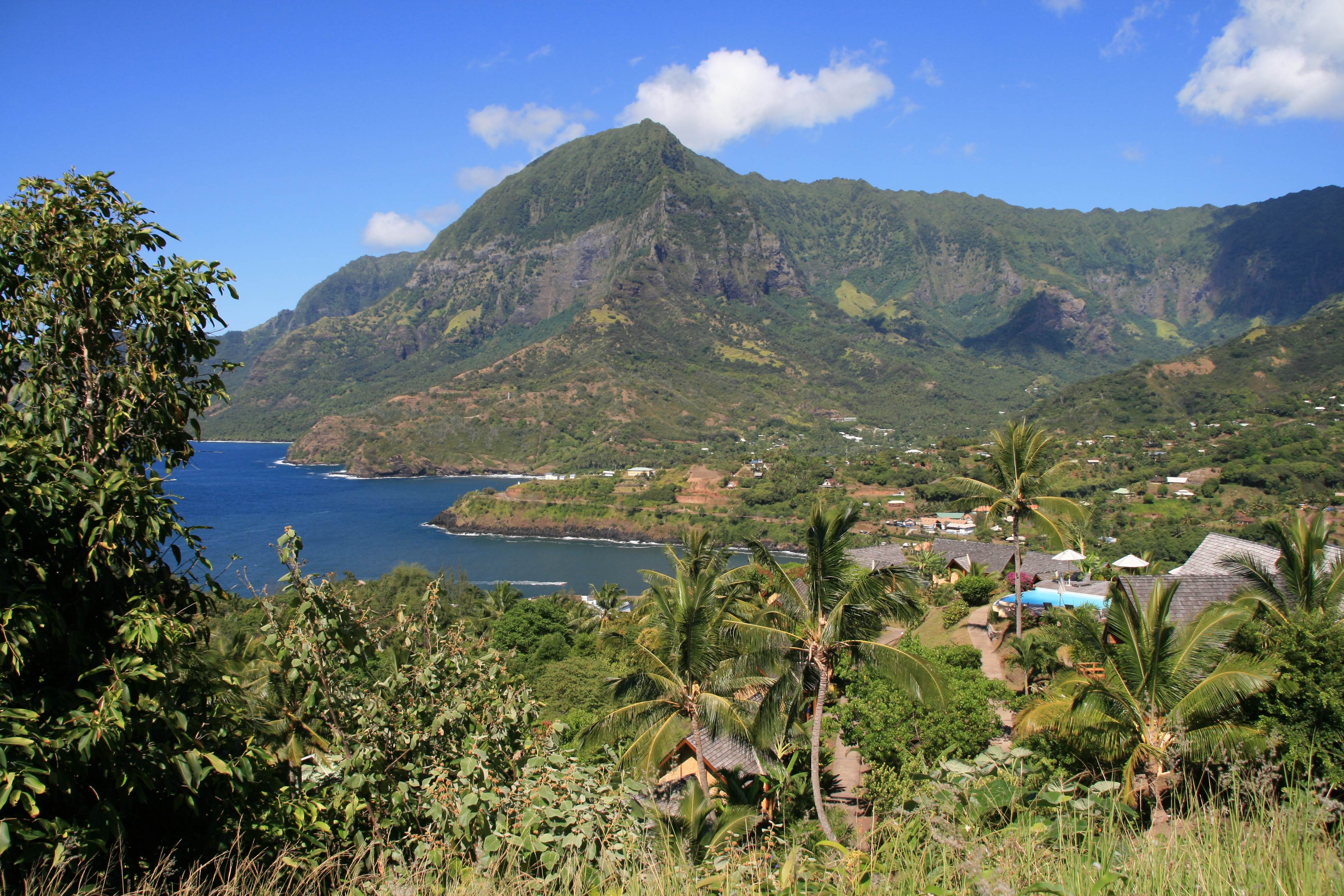
Atuona

Atuona ist der Hauptort der Insel Hiva Oa und der Gemeinde Hiva Oa der Inselgruppe Marquesas in Französisch-Polynesien, sowie die größere, westliche der beiden Teilgemeinden (commune associée), zu der aber auch die unbewohnte Insel Mohotane im Südosten samt vorgelagerter Insel Terihi gehört.
Das Dorf am Fuße des Berges Mont Temetiu (1190 Meter) liegt in der Bucht von Atuona.
Bekannt wurde das Dorf als letzter längerer Aufenthaltsort von Paul Gauguin und Jacques Brel, die ihre letzten Lebensjahre in Atuona verbrachten und auf dem Calvary-Friedhof begraben sind.
Der Ort ist durch einen Flughafen u. a. mit der Hauptstadt Papeete verbunden.

## Persönlichkeiten
- Paul Gauguin (1848–1903), französischer Maler
- Jacques Brel (1929–1978), belgischer Chansonnier

Koordinaten: 9° 48′ S, 139° 2′ W